# Longthorpe
Longthorpe – wieś w Anglii, w hrabstwie ceremonialnym Cambridgeshire, w dystrykcie (unitary authority) Peterborough. Leży 49 km na północny zachód od miasta Cambridge i 119 km na północ od Londynu.